# Aar Ya Paar
Aar Ya Paar  è un film del 1997 diretto da Ketan Mehta.

## Colonna sonora
Musiche di Nadeem-Shravam.
1. Asha Bhosle, Sudesh Bhosle – Dil Diya Pyar Kiya
2. Udit Narayan, Hema Sardesai – Hulle Hulle
3. Asha Bhosle – Aar Ya Paar (Female)
4. Abhijeet, Sadhana Sargam – Mann Chahe Sanam
5. Shankar Mahadevan – Tamma Ele Tamma Ele
6. Kumar Sanu, Kavita Krishnamurthy – Suna Hai Phool Kaliyon Se
7. Jolly Mukherjee – Aar Ya Paar (Male)
8. Babul Supriyo, Jolly Mukherjee, Nayan Rathod, Sanjay, Hema Sardesai, Sonali Vajpayee, Jaspinder Narula, Meera – Jo Hoga Hone Do